# Ambrogio Favalli
Ambrogio Favalli (Cerea, 7 dicembre 1906 – ...) è stato un calciatore italiano, di ruolo mediano.

## Carriera
Cresciuto nel Cerea, in seguito giocò in Divisione Nazionale con il Verona.
Disputò una gara col Brescia nel campionato di Serie B 1932-1933.
Compare nelle liste di trasferimento della Valery di Legnago alla fine della stessa stagione.